# Deborah Treisman
Pour les articles homonymes, voir Treisman.
Deborah Treisman, née en 1970 à Oxford, est une éditrice américaine. Après des études de littérature, elle travaille dans plusieurs journaux avant d'être embauchée au New Yorker comme adjointe de Bill Buford, puis de lui succéder en 2003 en tant que « fiction editor ».

## Biographie

### Jeunesse
Deborah Treisman naît et grandit à Oxford durant ses premières années ; elle est la fille benjamine d'Anne Treisman et de son mari Michael. Après le divorce de sa mère et son remariage avec Daniel Kahneman, la famille s'installe à Vancouver, où Deborah subit des moqueries à cause de son accent britannique, qu'elle s'efforce dès lors de perdre. Dès son jeune âge, elle lit énormément, ce qui lui vaut de souffrir de problèmes de vue à l'âge adulte,.
Elle suit des études de littérature à Berkeley puis à Paris,. Elle y apprécie particulièrement les cours portant sur la poésie.
Deborah Treisman est mariée à un musicien de rock.

### Carrière
Ses premiers postes la mènent à travailler à la Threepenny Review (en), au Harper’s, au New York Times, au New York Review of Books et à Grand Street (en). En 1997, Deborah Treisman entre au New Yorker en tant qu'adjointe de Bill Buford, qui y est alors « fiction editor ». En 2003, elle devient elle-même fiction editor,.
La nouvelle de sa nomination à ce poste suscite de nombreuses réactions positives comme négatives. Certains s'attendent à ce que la sélection littéraire opérée par Deborah Treisman soit plus jeune, plus féminine et plus internationale que celle de son prédécesseur. Le changement en la matière n'est cependant pas extrêmement sensible, du fait notamment de la forte prédominance masculine des œuvres proposées ; en outre, Deborah Treisman elle-même estime que « la question du genre est une erreur » ; toutefois elle reconnaît avoir une sensibilités pour des textes « plus jeunes, plus expérimentaux, plus audacieux ». En revanche, un changement notable s'établit dans la personnalité du poste, Bill Buford ayant été un éditeur brillant mais controversé, répondant rarement ou tardivement aux sollicitations.